# Цимлянська лоза (фестиваль)
Цимлянська лоза (рос. Цимлянская лоза) — фестиваль виноробства, який щороку проходить на території етнографічного комплексу «Станиця Цимлянська» в Ростовській області. Захід організовує Спілка виноградарів і виноробів Дону. Проведення фестивалю сприяє розвитку винного туризму на Дону. Вперше фестиваль провели у 2013 році.

## Історія

### 2014 рік
У 2014 році фестиваль відвідало 200 осіб.

### 2015 рік
7 червня 2015 року в селищі Саркел пройшов фестиваль виноробства «Цимлянська лоза» на території етнографічного комплексу «Станиця Цимлянська». Гості фестивалю, крім огляду визначних пам'яток території комплексу, могли скуштувати традиційні страви козаків або подивитися виступи творчих колективів.
У 2015 році чисельність туристів, що відвідали свято, склала 2000 осіб.

### 2016 рік
В 2016 році свято проведено 21 травня. Після урочистого відкриття і дегустації, відбулось засідання дегустаційної комісії, а потім — закрита дегустація авторських вин. Потім оголосили результати конкурсу та урочисте нагородження переможців. На завершення пройшло офіційне закриття свята. На час фестивалю заплановано виступ творчих колективів, виставки сувенірної продукції, дегустація продуктів та вин з Волгоградської, Самарської, Ростовської областей, а також Краснодарського і Ставропольського країв. Розіграли кубок гаражиста «Вино року — 2016». Золоті медалі передбачили для номінацій «Найкраще червоне вино», «Найкраще спеціальне вино», «Найкраще біле вино». У фестивалі взяло участие 16 виноробів, які представили 53 конкурсних зразки. Співвідношення білого і червоного вина було приблизно рівним. Кубок фестивалю завоювали винні напої з Анапи.